# بوانه
بوانه، روستایی از توابع بخش مرکزی شهرستان کامیاران در استان کردستان ایران است.مهمترین شخصیت این روستا جواد نام دارد.محصول اصلی این روستا ترب است

## جمعیت
این روستا در دهستان بیلوار قرار دارد و براساس سرشماری مرکز آمار ایران در سال ۱۳۸۵، جمعیت آن ۱۸۶ نفر (۴۵خانوار) بوده‌است.